# Zuid-Chinese Zee
De Zuid-Chinese Zee is een randzee van de Grote Oceaan. De zee beslaat een gebied ter grootte van ongeveer 3.500.000 km² tussen de Straat Karimata en de Straat van Taiwan. De Straat Singapore en de Straat Malakka verbinden de zee met de Indische Oceaan. De Golf van Thailand en de Golf van Tonkin maken er deel van uit. In het noordoosten grenst de zee aan de Oost-Chinese Zee en de Filipijnenzee, in het oosten aan de Suluzee en in het zuiden aan de Javazee.
Er liggen enkele honderden eilanden in deze zee, waarvan Hainan verreweg het grootste is. Twee andere eilandengroepen in de Zuid-Chinese Zee zijn de Paraceleilanden en de zuidelijker gelegen Spratly-eilanden.
Landen die grenzen aan deze zee zijn (met de klok mee vanuit het noorden te beginnen): China, Taiwan, de Filipijnen, Maleisië, Brunei, Indonesië,  Thailand, Cambodja en Vietnam.

## Namen
In westerse talen verwijst de naam van de zee naar China, maar in Vietnam heet de zee "Oostzee" (Bien Dong). In de Filipijnen wordt de zee als West-Filipijnse Zee aangeduid (ter onderscheid van de Filipijnse Zee in het oosten). Sommige landen, waaronder de Filipijnen, hebben bezwaar tegen de naam Zuid-Chinese Zee, omdat daaruit zou volgen dat de Chinezen soevereiniteit over deze zee bezitten. In Zuidoost-Azië werd de zee historisch aangeduid als "Champa-zee", naar het voormalige koninkrijk Champa, dat een maritieme natie was.

## Geopolitieke spanningen
De Zuid-Chinese Zee is van groot geopolitiek belang en derhalve bron van internationale conflicten. Naast China maken ook Vietnam, Taiwan, Filipijnen, Brunei en Maleisië niet alleen territoriale (over de Paracel- en Spratly-eilanden) maar ook maritieme (over de zee en de zeebodem) aanspraken op het gebied. In essentie kunnen de oorzaken van dit internationale spanningsveld tot vijf factoren worden herleid:
- Handelsroute: Door de zee loopt de op een na drukst bevaren zeeroute in de wereld. Dagelijks worden ruim 1,6 miljoen m³ (10 miljoen vaten) ruwe olie door de Straat Malakka vervoerd. Dit is ongeveer 50% van het wereldwijde olietransport.
- De vermoedelijk massale aanwezigheid van grondstoffen. Onder de Zuid-Chinese Zee werd aardoliereserves gevonden, goed voor een volume van ongeveer 1,2 km³ (7,7 miljard vaten). De aardgasreserves worden geschat op 7500 km³.
- Visserij: maar liefst 10% van de wereldvangst vindt in dit gebied plaats.
- Internationale machtsverhoudingen tussen China en de VS. Vooral de VS vrezen door een beknotting van de vrije doorvaart een te grote (economische) expansiedrift van China.
- Nationalistisch-patriottische motieven: door de vertraagde economische groei in eigen land hopen de Chinese autoriteiten het samenhorigheidsgevoel van het volk opnieuw aan te wakkeren.[1]

### Chinese claims
Volgens het VN-Zeerechtverdrag van 1982 mag een staat een exclusieve economische zone instellen die niet meer dan 200 zeemijlen (370,6 km) uitstrekt van zijn kust. China heeft echter, op basis van beweerde historische rechten, een groter gedeelte van deze zee opgeëist. Door de jaren heen hebben zich meerdere incidenten aangaande deze zee plaatsgevonden tussen China en Vietnam, zoals de bezetting door China van de Paraceleilanden in 2013. China noemt het geclaimde gebied Nanhai Zhudao, met de eilandengroepen Dongsha Qundao (de Dongsha Eilanden), Xisha Qundao (de Xisha Eilanden), Zhongsha Qundao (de Zhongsha Eilanden, als benaming voor de Macclesfield Bank) en Nansha Qundao (de Nansha Eilanden).

### Arbitragezaak Filipijnen tegen China
In 2002 verklaarden China en de ASEAN-lidstaten, inclusief de Filipijnen, in een gezamenlijke Declaration on the Conduct of Parties in the South China Sea (DOC), geschillen over de onderlinge aanspraken middels bilaterale onderhandelingen te beslechten.
Op 22 januari 2013 maakten de Filipijnen op basis van het VN-Zeerechtverdrag echter unilateraal een arbitragezaak aanhangig tegen de Volksrepubliek China, teneinde uitsluitsel te verkrijgen omtrent de Chinese claims. De regering van Vietnam betuigde in mei 2014 adhesie aan het initiatief van de Filipijnen, echter zonder zich als partij in het geschil te voegen.
Een incident dat had plaatsgevonden in april 2012, waarbij de Filipijnse marine nabij de zandbank Scarborough Shoal (volgens China: Huangyan Island) een aantal Chinese vissersschepen opbracht, zou de aanleiding zijn geweest voor deze zaak.
Een arbitragetribunaal werd opgericht om het geschil te beslechten, waarbij het Permanente Hof van Arbitrage in Den Haag als griffie optrad. Op 19 februari 2013 liet China aan de Filipijnen weten niet met de arbitrage in te stemmen. Terwijl de arbitragezaak aanhangig was, gaf China te kennen de rechtsmacht van het tribunaal niet te erkennen.
Op 12 juli 2016 oordeelde het arbitragetribunaal dat China geen aanspraak kan maken op de gebieden die niet op basis van het VN-Zeerechtverdrag zijn ingesteld. Het tribunaal oordeelde verder dat de aanwezigheid van installaties en onderhoudspersoneel op de vele onbewoonde eilandjes, waaronder de Spratly-eilanden, geen recht geven tot het instellen van een nieuwe maritieme zone.

China erkent de beslissing niet  en zette de bezwaren ertegen uiteen in een tweetal verklaringen, respectievelijk van de regering en van het ministerie van buitenlandse zaken en in een uitgebreid witboek.
Anno 2024 zijn er nog steeds spanningen in dit gebied, vooral tussen China en Filipijnen. 

### Piraterij
Er vindt in de Zuid-Chinese Zee ook veel piraterij plaats.

## Weerkundig
In de periode van januari tot april doet zich in de Zuid-Chinese Zee het weerverschijnsel van de Crachin voor.